# Maximiliano Ayala
Guillermo Maximiliano Ayala (Resistencia, Chaco; 22 de septiembre de 1983) es un ex futbolista argentino.

## Clubes
| Club                          | País      | Año           |
| ----------------------------- | --------- | ------------- |
| C. A. Independiente           | Argentina | 2001 - 2004   |
| Instituto                     | Argentina | 2004 - 2005   |
| La Plata F. C.                | Argentina | 2005          |
| Ben Hur                       | Argentina | 2006          |
| Sarmiento                     | Argentina | 2006          |
| C. A. San Telmo               | Argentina | 2009 - 2011   |
| Chaco For Ever                | Argentina | 2011 - 2012   |
| Xiangxue Sun Hei              | Hong Kong | 2012          |
| C. A. Nacional Potosí         | Bolivia   | 2013          |
| San Martin de Margarita Belen | Argentina | 2013 - 2016   |
| CUNE                          | Argentina | 2017-presente |

## Palmarés

### Campeonatos nacionales
| Título           | Club          | País      | Año    |
| ---------------- | ------------- | --------- | ------ |
| Primera División | Independiente | Argentina | A-2002 |